# Mörttjärnen (Skellefteå socken, Västerbotten, 721205-172551)
Mörttjärnen är en sjö i Skellefteå kommun i Västerbotten som ingår i Kågeälvens huvudavrinningsområde. Sjön har en area på 0,114 kvadratkilometer och ligger 117,1 meter över havet.

## Delavrinningsområde
Mörttjärnen ingår i delavrinningsområde (721105-172416) som SMHI kallar för Ovan Häbbersbäcken. Medelhöjden är 146 meter över havet och ytan är 9,58 kvadratkilometer. Räknas de 38 avrinningsområdena uppströms in blir den ackumulerade arean 580,22 kvadratkilometer. Avrinningsområdets utflöde Kågeälven mynnar i havet. Avrinningsområdet består mestadels av skog (67 procent). Avrinningsområdet har 0,11 kvadratkilometer vattenytor vilket ger det en sjöprocent på 1,1 procent.